# Архангельский поселковый совет (Высокопольский район)
Архангельский поселковый совет (укр. Архангельська селищна рада) — входит в состав
Высокопольского района
Херсонской области
Украины.
Административный центр поселкового совета находится в 
пгт Архангельское
.

## История
- 1974 — дата образования.

## Населённые пункты совета
- пгт Архангельское
- с. Блакитное